# Francolí del Cap
El francolí del cap (Pternistis capensis) és el nom científic d'un ocell de la família dels fasiànids (Phasianidae) que habita matoll dens i vegetació de ribera de l'oest de Sud-àfrica i sud de Namíbia.